# Julia Gerick
Julia Gerick (* 1986) ist eine deutsche Schulpädagogin.

## Leben
Nach dem Studium (2005–2010) der Erziehungswissenschaft (Abschluss: Diplom) mit den inhaltlichen Schwerpunkten Evaluation und Schulentwicklung und Medien und Informationstechnologien in der Erziehung an der TU Dortmund war sie 2012 bis 2016 wissenschaftliche Mitarbeiterin am Institut für Schulentwicklungsforschung an der Technischen Universität Dortmund. Nach der Promotion 2013 an der Universität Hamburg war sie von 2016 bis 2020 Juniorprofessorin für Erziehungswissenschaft unter besonderer Berücksichtigung der Schulpädagogik. Schwerpunkt Schulentwicklungsforschung an der Universität Hamburg (Juni 2019: Positive Zwischenevaluation). Seit 2020 ist sie Professorin für Schulpädagogik mit dem Schwerpunkt Schulentwicklungsforschung an der TU Braunschweig.
Ihre Forschungsschwerpunkte sind Schulentwicklungsforschung, Schulqualität, digitale Medien in Schule und Unterricht, Lehrergesundheit, Schulleitung und Schulleistungsstudien.

## Schriften (Auswahl)
- Führung und Gesundheit in der Organisation Schule. Zur Wahrnehmung transformationaler Führung und die Bedeutung für die Lehrergesundheit als Schulqualitätsmerkmal. Münster 2014, ISBN 3-8309-3153-0.
- mit Mario Vennemann, Birgit Eickelmann, Wilfried Bos und Sina Mews: ICILS 2013. Dokumentation der Erhebungsinstrumente der International Computer and Information Literacy Study. Münster 2018, ISBN 3-8309-3939-6.